# Venedykt Aleksijčuk
Venedykt (Valerij) Aleksijčuk (in ucraino Венеди́кт, al secolo Вале́рій Дми́трович Алексійчу́к?; Borščivka, 16 gennaio 1968) è un vescovo cattolico ucraino, dal 20 aprile 2017 eparca di San Nicola di Chicago.

## Biografia
Valerij Dmytrovyč Aleksijčuk è nato nel villaggio di Borščivka, nel distretto di Kostopil', nell'oblast' di Rivne, Ucraina, il 16 gennaio 1968.

### Formazione e ministero sacerdotale
Dal 1975 al 1983 ha frequentato la scuola elementare nel suo villaggio natale. Nel 1983 ha iniziato gli studi presso la facoltà di medicina di Rivne e nel 1987 ha conseguito la laurea di assistente medico. Ha poi lavorato come tecnico medico di emergenza presso la stazione di ambulanza di Kostopil'. Dal 1987 al 1989 ha svolto il servizio militare. Successivamente, dal 1989 al 1990, ha lavorato come assistente medico, inizialmente presso una clinica cittadina e successivamente presso il sanatorio "Karpaty" nella città di Truskavec'.
Dal 1990 al 1993 ha studiato al seminario teologico di Drohobyč.
Il 9 ottobre 1991 è stato ordinato diacono da monsignor Filemon Kurčaba, vescovo ausiliare di Leopoli degli Ucraini. Il 29 marzo dell'anno successivo è stato ordinato presbitero per l'arcieparchia di Leopoli degli Ucraini dal cardinale Myroslav Ivan Ljubačivs'kyj, arcivescovo maggiore di Leopoli degli Ucraini. Nell'aprile successivo è stato nominato amministratore parrocchiale di una parrocchia nel villaggio di Bystrycja, nel decanato di Drohobyč. Contemporaneamente ha prestato servizio come assistente presso la chiesa della Santissima Trinità a Drohobyč ed è stato responsabile del ministero dei bambini all'interno del decanato. Dal 1992 al 1994 ha lavorato anche per la commissione catechetica patriarcale dove è stato responsabile dell'organizzazione del lavoro missionario nell'Ucraina orientale.
Il 13 maggio 1993 è entrato nella laura della Santa Dormizione dell'Ordine dei monaci studiti ucraini a Univ. Il 13 ottobre di quell'anno ha ricevuto la tonsura e il 31 dicembre 1995 ha emesso i primi voti. Ha assunto il nome monastico di Venedykt.
A partire dal luglio 1994 ha lavorato al rinnovamento della vita monastica e al restauro del monastero dei Santi Boris e Gleb a Polack, in Bielorussia, mentre contemporaneamente prestava servizio nelle parrocchie di Polack, Vicebsk, Homel', Mahilëŭ e Brėst appartenenti alla Chiesa greco-cattolica bielorussa. È stato anche padre spirituale della comunità giovanile cristiana di Minsk.
Nel 1996 ha conseguito il Master in teologia presso l'Università Cattolica di Lublino con una tesi intitolata "La spiritualità cristiana secondo San Giovanni di Kronštadt".
Il 3 dicembre 1996 è stato trasferito a St. Catharines, in Canada, con l'obiettivo di fondarvi un monastero. Ha prestato servizio anche nelle parrocchie di Grimsby e Beamsville appartenenti all'eparchia di Toronto degli Ucraini. Nell'aprile del 1999 è tornato in Ucraina dopo essere stato eletto egumeno della laura della Santa Dormizione a Univ. Nel maggio del 2000 e nel maggio del 2005 è stato rieletto egumeno. Nel 2006 è stato amministratore parrocchiale della parrocchia di San Nicola a Peremyšljany. Dall'ottobre del 2004 ha proseguito gli studi teologici presso l'Università Cattolica di Lublino e nel 2006 ha conseguito la licenza. Presso lo stesso ateneo, il 18 aprile 2008 ha difeso la sua tesi di dottorato in teologia spirituale intitolata "Il superiore come padre spirituale. Indagine alla luce delle opere di San Teodoro lo Studita".
È stato anche membro della commissione dell'arcivescovo maggiore per il monachesimo dal 2004 al 2010; responsabile del segretariato del concilio dei monaci della Chiesa greco-cattolica ucraina dal 2006 al 2008; direttore del consiglio liturgico per la preparazione dei testi dei servizi divini della Chiesa greco-cattolica ucraina dal 2007 al 2009; presidente dei superiori maggiori degli Istituti religiosi maschili della Chiesa greco-cattolica ucraina dal 2007 al 2010 e segretario del sobor previsto per il 2011 in Brasile nel 2009.
Ha completato un corso di psicologia pratica presso la sede di Charkiv della European School for Correspondence Education dal 2008 al 2010 e ha studiato propedeutica dei disturbi mentali presso la Comunità ucraina di psichiatria dal 2009 al 2010 e pedagogia e psicologia presso l'Accademia ignaziana di Cracovia dal 2009 al 2012.

### Ministero episcopale
Il 14 luglio 2010 il Sinodo dei vescovi della Chiesa arcivescovile maggiore greco-cattolica ucraina lo ha eletto vescovo ausiliare di Leopoli degli Ucraini. Il 3 agosto successivo papa Benedetto XVI ha concesso il suo assenso all'elezione e gli ha assegnato la sede titolare di Germaniciana. Il 5 settembre successivo ha ricevuto l'ordinazione episcopale nella cattedrale di San Giorgio a Leopoli dall'arcieparca metropolita di Leopoli degli Ucraini Ihor Voz'njak, co-consacranti l'eparca di Sambir-Drohobyč Julijan Voronovs'kyj e quello di Stamford Paul Patrick Chomnycky.
L'8 settembre 2010 è stato nominato capo di gabinetto della curia arcieparchiale di Leopoli.
Il 26 settembre 2011 è stato nominato responsabile della commissione liturgica della Chiesa greco-cattolica ucraina e attualmente è anche presidente del comitato sinodale per le questioni liturgiche.
Dal 2014 è membro della comunità religiosa caritativa "Santa Sofia" di Roma.
Tra il 2014 e il 2016 ha studiato nel Key Executive MBA Program dell'Università Cattolica Ucraina di Leopoli conseguendo un master in business administration nel giugno del 2016.
Nel febbraio del 2015 ha compiuto la visita ad limina.
Il 14 dicembre 2015 è stato insignito della croce di cappellano militare.
Il 13 luglio 2015 sua beatitudine Svjatoslav Ševčuk lo ha nominato membro del senato accademico dell'Università Cattolica Ucraina.
Il 20 aprile 2017 papa Francesco lo ha nominato eparca di San Nicola di Chicago. Ha preso possesso dell'eparchia il 29 giugno successivo con una cerimonia nella cattedrale di San Nicola a Chicago alla presenza dell'arcivescovo maggiore Svjatoslav Ševčuk.
Nel febbraio del 2020 ha compiuto una seconda visita ad limina.
È membro onorario dell'Unione degli psicoterapeuti dell'Ucraina dal luglio 2017 e l'anno successivo è stato insignito del distintivo d'onore dell'Università nazionale medica di Leopoli Danylo Halyc'kyj per premiare i suoi risultati significativi nelle attività scientifiche.
Nel luglio del 2018 ha seguito un corso presso la Scuola di economia e commercio dell'Università Cattolica d'America di Washington.
Parla l'ucraino, il polacco, il bielorusso e l'inglese.

## Opere
- A Superior as A Spiritual Father - 2009
- Spiritual Instructions - 2010
- Be Saints - 2011
- Borshchivka – A Pearl of Polesia - 2013
- Reflections on The Liturgical Reading of Gospel - 2015
- Reflections on The Liturgical Reading of the Apostles – 2015

## Genealogia episcopale
La genealogia episcopale è:
- Patriarca Geremia II Tranos
- Arcivescovo Michal Rahoza
- Arcivescovo Hipacy Pociej
- Arcivescovo Iosif Rucki
- Arcivescovo Antin Selava
- Arcivescovo Havryil Kolenda
- Arcivescovo Kyprian Žochovs'kyj
- Arcivescovo Lev Zaleski
- Arcivescovo Jurij Vynnyc'kyj
- Arcivescovo Luka Lev Kiszka
- Vescovo György Bizánczy
- Vescovo Inocențiu Micu-Klein, O.S.B.M.
- Vescovo Mihály Emánuel Olsavszky, O.S.B.M.
- Vescovo Vasilije Božičković, O.S.B.M.
- Vescovo Grigore Maior, O.S.B.M.
- Vescovo Ioan Bob
- Vescovo Samuel Vulcan
- Vescovo Ioan Lemeni
- Arcivescovo Spyrydon Lytvynovyč
- Arcivescovo Josyf Sembratowicz
- Cardinale Sylwester Sembratowicz
- Arcivescovo Julian Kuiłovskyi
- Arcivescovo Andrej Szeptycki, O.S.B.M.
- Cardinale Josyp Ivanovyč Slipyj
- Cardinale Ljubomyr Huzar, M.S.U.
- Arcivescovo Ihor Voz'njak, C.SS.R.
- Vescovo Venedykt (Valerij) Aleksijčuk, M.S.U.